# RBD
RBD foi um grupo vocal mexicano de música pop criado a partir da telenovela mexicana Rebelde (2004–06). O grupo era composto originalmente por Alfonso Herrera, Anahí, Christian Chávez, Christopher Uckermann, Dulce María e Maite Perroni. O grupo deu início as suas atividades em 30 de setembro de 2004 com o lançamento do primeiro single de seu álbum de estreia, Rebelde, e encerrou suas atividades em 10 de março de 2009, após o lançamento de seu último álbum de estúdio, Para Olvidarte de Mí.
O grupo lançou seu álbum de estreia, Rebelde, em 2004, que ficou entre os 10 mais vendidos nas paradas musicais de cinco países, incluindo o México e os Estados Unidos, sendo que nesse último, estreou na posição número 1 da Latin Pop Albums da Billboard e foi certificado como platina quádruplo pela RIAA. Em 2005, é lançado o segundo álbum de estúdio, Nuestro Amor, repetindo o sucesso de seu antecessor no México – onde recebeu certificação de platina pelas 127 mil cópias vendidas em apenas 7 horas após o lançamento –, Estados Unidos e Europa, além de receber sua primeira indicação ao Grammy Latino. No ano de 2006, o grupo lança o terceiro material discográfico, Celestial, que estreou em décima-quinta posição na Billboard 200, marcando na primeira semana mais de 137 mil cópias vendidas nos Estados Unidos e o primeiro single do projeto, "Ser O Parecer", foi o número um na Hot Latin Songs da Billboard, e no mesmo ano lançaram o primeiro e único álbum em língua inglesa, Rebels. Em 2007, lançaram o quinto álbum de estúdio, Empezar Desde Cero, recebendo certificação de platina quádruplo pela AMPROFON em razão das 320 mil cópias vendidas no México e alcançando o topo da parada musical americana Top Latin Albums da Billboard onde permaneceu por 22 semanas e foram novamente indicados ao Grammy Latino. Em 15 de agosto de 2008, o grupo anunciou a separação e realizou sua turnê de despedida. A última apresentação aconteceu em 21 de dezembro de 2008, em Madrid, na Espanha. O último álbum de estúdio da carreira, Para Olvidarte de Mí, foi lançado em 2009.
Em 2020, doze anos após o último show, o grupo se reuniu pela primeira vez e lançou o single "Siempre He Estado Aquí" para promover o concerto virtual Ser O Parecer: The Global Virtual Union. Em 2021, foi lançado o álbum ao vivo que leva o mesmo nome do concerto. Em 2023, eles se reuniram para uma turnê comemorativa, a Soy Rebelde Tour. A digressão tornou-se a segunda turnê de maior bilheteria de todos os tempos por um artista latino e a turnê de maior bilheteria por um grupo latino na história com mais de 230 milhões de dólares em bilheteria.
A banda conseguiu múltiplos discos de platina, ouro e diamante, realizou turnês pela América e Europa, visitou mais de 23 países e cantou em 116 cidades, incluindo em cenários de importância mundial como o Estádio do Maracanã e o Estádio Olímpico Nilton Santos no Rio de Janeiro; o Allianz Parque e o Estádio do Morumbi em São Paulo; o Memorial Coliseum e o BMO Stadium em Los Angeles; o Madison Square Garden em Nova Iorque; o Estádio Vicente Calderón em Madrid e o Foro Sol e o Estádio Azteca na Cidade do México, vendendo mais de 4 milhões de ingressos em seus concertos. A marca RBD fabrica produtos como bonecas, cadernos, gomas de mascar, produtos para higiene e alimentos, além de uma revista editada no México, Romênia, Espanha e Brasil, arrecadando mais de 30 milhões de dólares com merchandising, de acordo com a EMI.
O RBD tornou-se um dos atos pop mais bem sucedido na história da música hispana e um dos acontecimentos musicais mais importantes na cultura popular mexicana contemporânea. É constantemente aclamado por ser um dos maiores grupos pop de todos os tempos, com mais de 15 milhões de álbuns vendidos mundialmente, entrando para a história da música como um dos mais exitosos grupo pop mexicano.

## Carreira
O RBD – uma abreviação da palavra "ReBelDe" – surgiu em 2004, dentro da telenovela mexicana Rebelde, produzida pela Televisa e exibida pelo Canal de las Estrellas entre 4 de outubro de 2004 até 2 de junho de 2006, o grupo seguiu com a carreira musical após o final da trama. Na telenovela, a banda era inicialmente um quarteto, assim como na versão argentina da trama, formado pelas personagens Roberta Pardo (Dulce María), Miguel Arango (Alfonso Herrera), Diego Bustamante (Christopher Uckermann) e Celina Ferrer (Estefanía Villarreal). Com o desenvolvimento da telenovela, as personagens Mía Colucci (Anahí), Giovanni Méndez (Christian Chávez) e Lupita Fernandez (Maite Perroni) passaram a integrar o grupo, ocasionando a saída da personagem Celina, ainda na primeira temporada.
A maior parte dos temas músicas da telenovela era cantada pelo próprio grupo, dentre os quais, destacam-se: "Rebelde", "Solo Quédate En Silencio", "Sálvame", "Nuestro Amor" e "No Pares", que, ao longo de três temporadas e 440 capítulos, foram usados como tema de abertura da trama. Além destas, outras canções do grupo integraram a trilha sonora da telenovela, como, por exemplo, "Un Poco de Tu Amor", "Tras de Mí" e "Este Corazón".
Com a repercussão obtida pela telenovela no México, o canal brasileiro SBT comprou os direitos autorais desta para que fosse exibida no Brasil. A telenovela estreou no Brasil em 15 de agosto e 2005 e foi exibida até 29 de dezembro de 2006.

### 2004–05:RebeldeeNuestro Amor

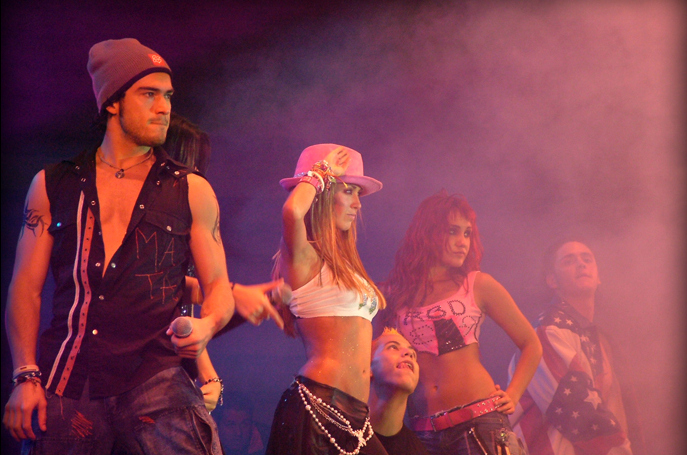
A banda se apresentando em Tijuana durante a Tour Generación RBD em 2005.

O RBD lançou o primeiro single, "Rebelde", em 30 de setembro de 2004. Em novembro do mesmo ano, foi lançado no México, o primeiro disco do grupo, Rebelde, e em janeiro de 2005 nos demais países do mundo. No Brasil, no entanto, o disco só foi lançado em novembro de 2005. No México, o álbum recebeu um disco de diamante e outro de disco de ouro pelas mais de 550 mil cópias vendidas, além ter ficado em primeiro lugar na lista dos discos mais vendidos do país por cinquenta e sete semanas. No Chile e nos Estados Unidos, o álbum recebeu as certificações de disco de platina e platina quádruplo, respectivamente. Além da faixa-título, o álbum ainda gerou os singles "Solo Quédate En Silencio", "Sálvame" e "Un Poco de Tu Amor".
Em paralelo as gravações da telenovela Rebelde, o grupo deu início a primeira turnê em janeiro de 2005, a Tour Generación RBD. Além do México, a turnê passou por diversos países da América Latina, o primeiro show internacional foi na Colômbia, em Medellín, para 30 mil pessoas e o segundo em Cáli, para 52 mil pessoas. Em julho de 2005, a banda lançou seu primeiro álbum ao vivo e de vídeo, intitulado Tour Generación RBD En Vivo, gravado no Palácio de Los Deportes, na Cidade do México para mais de 40 mil pessoas. O DVD vendeu 250 mil cópias no México, 100 mil nos Estados Unidos e 50 mil na Espanha. No Brasil, o DVD foi o nono mais vendido de 2005 e o terceiro mais vendido de 2006. Comercialmente, a excursão foi bem sucedida, arrecadando US$ 30,9 milhões em 51 shows e tendo um público de 637 mil pessoas, tornando-se a digressão latina de maior bilheteria de 2006.
Em agosto, a telenovela Rebelde passou a ser exibida no Brasil pelo canal SBT. A repercussão foi imediata e as canções da telenovela ganharam versões em português cantadas pelos próprios, traduzidas por Cláudio Rabello. As duas versões do álbum venderam, juntas, 500 mil cópias em um mês, recebendo a certificação de disco de diamante no Brasil e ficaram entre os 20 álbuns mais vendidos de 2005. Simultaneamente, a telenovela era exibida nos Estados Unidos pelo canal latino Univision e o álbum Rebelde chegou ao mercado norte-americano, conseguindo o segundo lugar da parada dos discos latinos.
O álbum Nuestro Amor, segundo disco de estúdio do grupo, que incluí doze canções inéditas, foi lançado em setembro de 2005 no México. Este álbum marcou novos recordes de vendas no país: em apenas 7 horas foram vendidos 127 mil cópias e recebeu um disco de platina. Nos Estados Unidos, o disco chegou a primeira posição na parada da Latin Pop Albuns, recebendo um disco de platina pelas 100 mil cópias vendidas e no Brasil, o álbum ficou entre os 20 mais vendidos de 2006. Com quatro singles lançados – "Nuestro Amor", "Aún Hay Algo", "Tras de Mí" e "Este Corazón"–, o álbum foi indicado ao Grammy Latino 2006 na categoria Melhor Álbum Vocal Pop por Grupo ou Dupla. Durante a cerimônia, o sexteto interpretou a canção "Trás de Mí". Assim como o álbum anterior, este também ganhou uma versão em português, intitulada Nosso Amor Rebelde, que também ficou entre os mais vendidos de 2006 no Brasil.

### 2006:CelestialeRebels

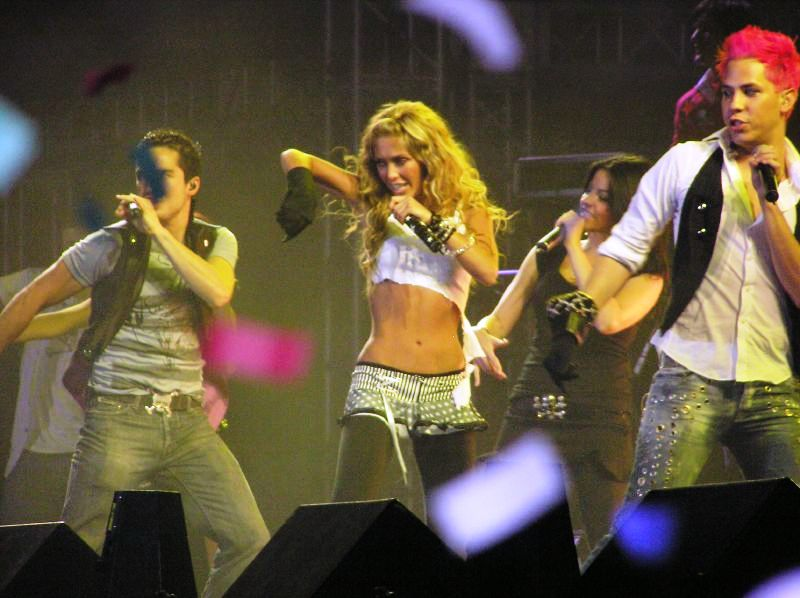
O RBD se apresentando em Los Angeles, nos Estados Unidos, durante a Tour Generación RBD em 2006.

O primeiro compromisso da banda no ano, foi um show acústico realizado em 21 de janeiro de 2006 no Teatro Pantages, em Los Angeles para duas mil pessoas. Em 3 de fevereiro de 2006, o grupo desembarcou no Brasil para fazer divulgação do álbum Rebelde (2004). Em 20 de fevereiro de 2006, o grupo continuou a maratona de shows da Tour Generación RBD nos Estados Unidos, cantando no estádio Memorial Coliseum para 70 mil pessoas, o show se tornou um especial gravado pela emissora Televisa e exibido pela emissora Telehit, intitulado Memorial Coliseum. Neste ano, foram vendidos 694.655 ingressos, de acordo com o North American Shows Worth um valor total de $23.600.000, alcançando a vender mundialmente 749.485 ingressos, chegando a ocupar o décimo quarto lugar do shows mais vendidos mundialmente em 2006. Em abril, foi lançado Live in Hollywood, CD e DVD ao vivo gravado no Teatro Pantages, em Los Angeles. O DVD foi o mais vendido no Brasil em 2006, segundo a Pro-Música Brasil (PMB). O disco traz versões acústicas das canções do álbum Nuestro Amor (2005) e o single "No Pares", interpretado por Dulce María, canção que rendeu o prêmio Orgullosamente Latino na categoria "Canción Latina del Año". O Live in Hollywood conquistou o sexto lugar da parada de discos latinos nos Estados Unidos e o DVD chegou aos mais vendidos em diversos países. Ainda em abril, foi lançado o filme documental ¿Que Hay Detrás de RBD?, mostrando os bastidores da primeira turnê do grupo pela América do Norte e do Sul, sendo o quarto DVD mais vendido de 2006 no Brasil. Em 13 de maio de 2006, o RBD recebeu o prêmio de Melhor Tema Musical de Novela por "Rebelde" durante o Prêmio TVyNovelas de 2006.
Em 2 de junho de 2006, após três temporadas, a telenovela Rebelde chegou ao fim no México, o que culminou em uma maior dedicação do grupo à música. Em setembro de 2006, voltaram ao Brasil com a segunda fase da Tour Generación RBD (intitulada Tour Brasil), considerada até hoje a maior turnê de um artista internacional já realizada no Brasil. Com essa turnê a RBD se apresentou em doze cidades e realizou treze shows, tendo gravado em São Paulo o videoclipe da canção "Ser o Parecer" e no Rio de Janeiro, o DVD Live in Rio, no estádio do Maracanã para 45 mil pessoas. Em 31 de outubro, o grupo desembarcou nos Estados Unidos para realizar um show especial em Houston, no Texas, em comemoração ao halloween, o show foi gravado e exibido pela Televisa.
Em 21 de novembro, o RBD lançou seu terceiro álbum gravado em estúdio: Celestial e uma edição especial em português. O disco é considerado o mais bem sucedido da carreira do grupo nos Estados Unidos: debutou em décimo quinto lugar na parada dos discos mais vendidos da Billboard. O primeiro single do álbum foi lançado em setembro de 2006, intitulado "Ser o Parecer", seguido por "Celestial", "Bésame Sin Miedo" e "Dame". Em 19 de dezembro, foi lançado o álbum Rebels, primeiro disco em língua inglesa do grupo e que vendeu aproximadamente 1 milhão e 200 mil cópias mundialmente, sendo 225 mil só nos Estados Unidos. Contendo apenas um single, "Tu Amor", escrita pela estadounidense Diane Warren, as inéditas "Cariño Mio", "Era La Música", "Money Money" e "Wanna Play" e versões em inglês de canções dos discos anteriores do grupo. O disco foi lançado no Japão sob o título We Are RBD.

### 2007:Empezar Desde Cero

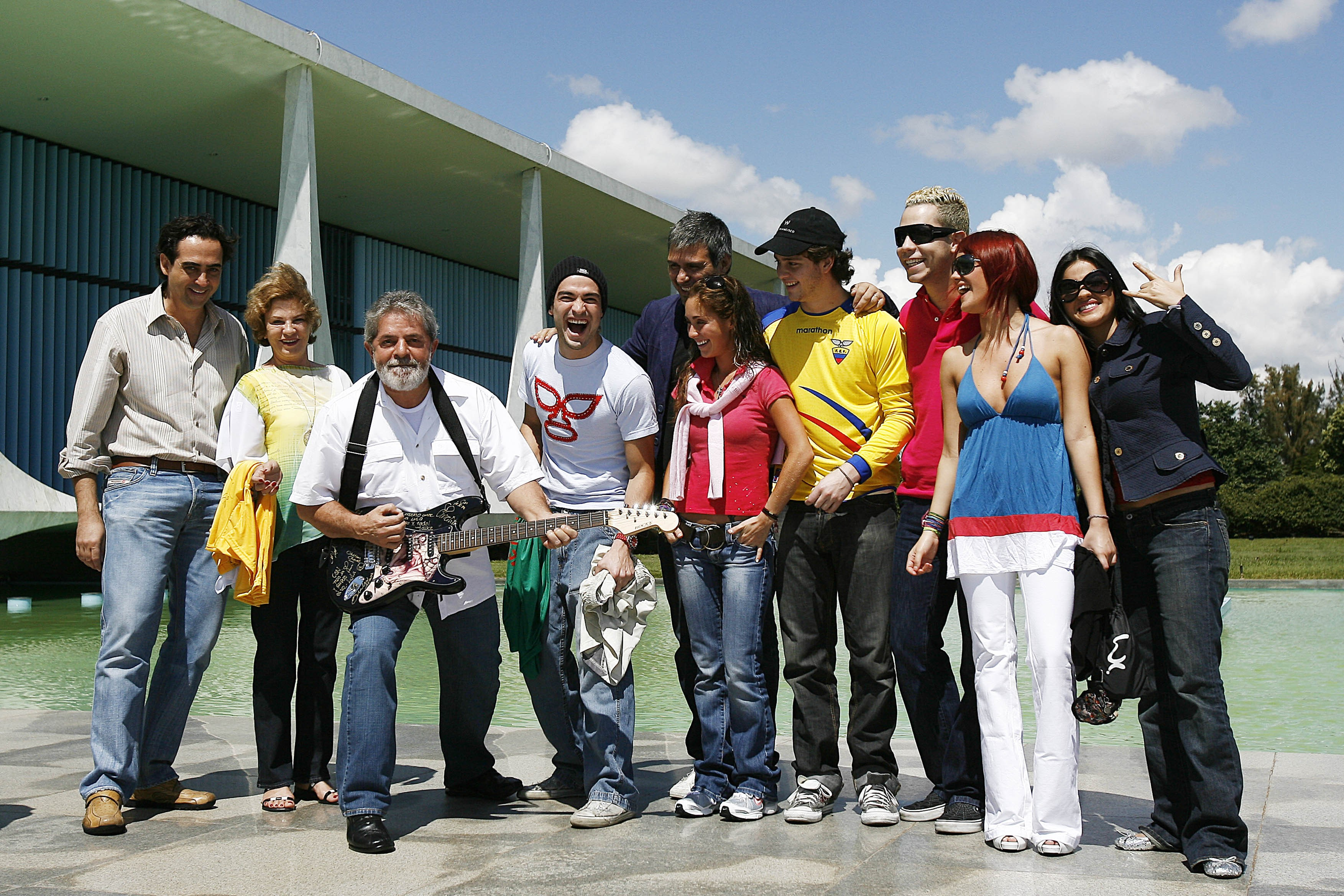
O grupo em Brasília no Palácio da Alvorada com o presidente Luiz Inácio Lula da Silva, em 28 de abril de 2007.

Em 2 de fevereiro de 2007, foi lançado o DVD Live in Rio, gravado no ano anterior durante a passagem do grupo pelo Brasil. Segundo a PMB, o DVD foi o décimo quarto mais vendido de 2007 no Brasil. Em 14 de março de 2007, estreou RBD, la familia, seriado que mostra o cotidiano do grupo, mesclando ficção e realidade. A série, que inicialmente teria vinte e quatro episódios, foi exibido pela rede de televisão Sky, em um total de 13 capítulos. A trilha sonora da série foi lançada no mesmo dia.
Em abril de 2007, o RBD deu início aos shows da terceira turnê, a Tour Celestial, que passou pela América e Europa. Durante a passagem pelo Brasil, ainda em abril, o até então presidente brasileiro Luiz Inácio Lula da Silva convidou o grupo para ir a sua casa presidencial, onde participaram de um churrasco e jogaram futebol com o então presidente. O grupo foi convidado para se apresentar no maior concurso de beleza do mundo, o Miss Universo. No evento, ocorrido no Auditório Nacional da Cidade do México, em 28 de maio, o grupo realizou um medley com as canções "Wanna Play", "Cariño Mio" e "Money Money", canções do disco Rebels (2006). Em junho, o grupo realizou oito apresentações na Espanha, sendo uma delas foi em Madrid, onde foi gravado o DVD Hecho en España no Estádio Vicente Calderón para 40 mil pessoas, vendendo 100 mil cópias no México e na Espanha. No Brasil, o DVD foi o décimo primeiro mais vendido de 2007. Em 19 de julho, RBD apresentou o single, "Bésame Sin Miedo", na quarta edição dos Premios Juventud, no qual ganhou sete prêmios.
Em 24 de novembro de 2007, a banda lançou o quarto disco gravado em espanhol e quinto no geral, o Empezar Desde Cero, que foi certificado com disco de ouro, apenas uma semana após seu lançamento. O disco vendeu mais de 400 mil cópias apenas no México, recebendo o certificado de platina quádruplo. No Brasil e na Espanha, o álbum recebeu um disco de ouro. Os primeiros singles do álbum – "Inalcanzable" e "Empezar Desde Cero" – debutaram, respectivamente, em segundo e em décimo sétimo lugar na Billboard Latin Charts. O álbum foi indicado ao Grammy Latino 2008 na categoria Melhor Álbum Vocal Pop em Dupla ou Grupo.

### 2008–09:Para Olvidarte de Míe separação
Em 2 de fevereiro de 2008, a banda se apresentou no Super Bowl Pepsi, nos Estados Unidos. Em 15 de fevereiro, o RBD deu início a quarta turnê, a Empezar Desde Cero Tour nos Estados Unidos, onde ficaram por mais de 3 meses realizando diversos shows em várias cidades. A turnê ainda passou pela América Latina e Europa. Após o encontro da banda com o até então presidente do Brasil, Luiz Inácio Lula da Silva em 2007, a banda foi convidada para se apresentar no 48º aniversário da capital brasileira em 21 de abril de 2008, realizando um show na Esplanada dos Ministérios às duas da tarde para mais de 200 mil pessoas, ocasionando a gravação do quinto DVD da banda, o Live in Brasília, sendo o primeiro e único DVD da banda gravado durante o dia.
Foram os apresentadores da quinta edição dos Premios Juventud, que aconteceu em 17 de julho de 2008, além de terem interpretado a canção "Y No Puedo Olvidarte". O grupo ainda venceu a categoria La Combinación Perfecta pela canção "Inalcanzable". Em 23 de julho, a banda realizou um show especial intitulado Concierto Rebelde na Cidade do México em comemoração aos 3 anos da revista Rebelde Oficial. O show foi gravado e exibido ao vivo pela emissora mexicana Ritmoson Latino.
Em 15 de agosto de 2008, com cinco álbuns lançados e quatro álbuns de vídeo gravados, o RBD anunciou o fim do grupo, através de um comunicado publicado no site oficial da banda. A cantora Anahí organizou uma passeata mundial contra o fim do grupo com todos os fãs. Apenas oito dias após o anúncio do fim da banda, cidades de diversos países como México, Estados Unidos, Espanha, Colômbia, Venezuela, El Salvador, Chile, entre outros participaram da passeata. No Brasil não foi diferente, cidades como Manaus, Belém, Fortaleza, Brasília, Belo Horizonte, Recife, Porto Alegre, Rio de Janeiro e São Paulo com aproximadamente duas mil pessoas na Avenida Paulista.

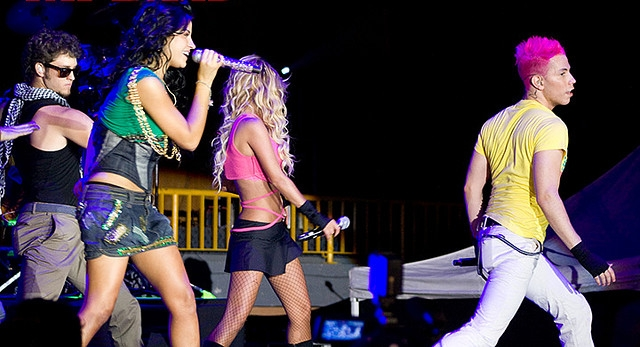
O grupo interpretando a canção "Fui La Niña" durante a Empezar Desde Cero Tour na Roménia em 2008.

Em 1º de novembro de 2008, concretizou-se a despedida da banda com o início da quinta turnê, a Tour del Adiós, encerrando em 21 de dezembro de 2008 na cidade de Madrid, onde aconteceu o último show da carreira do grupo. Em 25 de novembro, foi lançado o Best of RBD, um CD/DVD produzido com os principais singles da banda e um DVD que continha alguns vídeos musicais. Além disso, uma versão em português do álbum exclusivamente para o Brasil também foi lançada, o Hits Em Português.
No dia 10 de março de 2009, o RBD lançou seu último disco com músicas inéditas, chamado Para Olvidarte de Mí. O álbum, que contém treze canções em espanhol, é marcado pela melancolia das canções e é o adeus definitivo do grupo. O projeto não teve divulgação e obteve apenas um single, que leva o mesmo nome do álbum. Em 24 de março de 2009, foi lançado o quinto DVD do grupo, Live in Brasília, filmado durante o 48º aniversário da cidade de Brasília. Em 02 de dezembro, foi lançado o sexto e último DVD ao vivo do grupo, o Tournée do Adeus, gravado para mais de 25 mil pessoas na Arena Skol Anhembi em São Paulo durante a última turnê do grupo.

### 2020: ConcertoSer o Parecer

O grupo interpretando a canção "Siempre He Estado Aquí" durante o concerto Ser O Parecer em 2020.

Em 22 de dezembro de 2019, onze anos após o fim do grupo, foram divulgados de surpresa nas redes sociais registros dos seis ex-integrantes reunidos, levantando suspeitas de um suposto retorno do grupo no futuro. Apesar dos rumores, fontes próximas disseram que a ocasião era somente um jantar de Natal. Alfonso Herrera também veio a público e esclareceu que o reencontro era somente uma "reunião de amigos", sem intenção comercial. Em 27 de agosto de 2020, Anahí, Christian, Dulce María, Christopher e Maite chegaram a postar em suas redes sociais sem muito alarde, um vídeo e link misterioso pedindo para que os fãs se inscrevessem em uma página intitulada "RB2 World". Em 8 de setembro, todos os álbuns de estúdio da banda foram relançados nas plataformas digitais pela Universal Music, assim como os videoclipes no YouTube, pela página oficial Vevo.
Após mais especulações em torno do retorno do grupo, foi anunciado em 30 de setembro, um concerto virtual chamado Ser O Parecer: The Global Virtual Union, em que constariam somente os quatro integrantes originais: Anahí, Christian, Christopher e Maite. Em apenas 24 horas após o ínicio das vendas, o show vendeu mais de 100 mil ingressos. Dulce María e Alfonso optaram por não participar devido a questões pessoais. María estava em estágio avançado da gravidez de sua primeira filha, María Paula. Por conta da polêmica em torno do desfalque dos dois integrantes, Christian veio a público através de suas redes sociais explicar o motivo das ausências e considerar o evento como um tributo ao RBD e não uma volta definitiva. Em 1 de outubro, foi relançada a discografia ao vivo do grupo nas plataformas digitais. Em 23 de outubro, Anahí anunciou durante uma entrevista ao programa mexicano Hoy, que o grupo lançaria uma música nova e que serviria como divulgação do evento virtual. Em 11 de novembro, Maite Perroni divulga um trecho instrumental da canção através de seu perfil oficial no TikTok. Em 17 de novembro, o grupo lança o single "Siempre He Estado Aquí" nas plataformas digitais, o primeiro em onze anos. Em 27 de novembro, a gravadora Universal Music Brasil também lançou uma loja oficial com produtos exclusivos do grupo, além de um box set comemorativo com 9 álbuns do grupo, sendo 5 em espanhol, 3 em português e 1 em inglês.
Em 26 de dezembro, o grupo realiza a apresentação virtual Ser O Parecer: The Global Virtual Union, sendo vista por 1,5 milhão de pessoas nas primeiras 12 horas e arrecadando mais de 11 milhões de dólares. Por essa apresentação, o grupo venceu na 6.ª edição dos Latin American Music Awards a categoria concerto virtual favorito. Um especial do show intitulado Ser o Parecer: El Concierto foi exibido pela emissora mexicana Las Estrellas em 28 de março de 2021 e pela emissora americana Univision em 2 de maio de 2021. O programa foi conduzido pela apresentadora Odalys Ramírez e pela atriz Michelle Renaud. Além do show, o especial contou com depoimentos do elenco da telenovela Rebelde, como Angelique Boyer, Zoraida Gómez, Leticia Perdigón, Jack Duarte, Rodrigo Nehme, Grettell Valdéz e Julio Camejo.
A banda confirmou o lançado do álbum ao vivo do show realizado em 2020, intitulado Ser O Parecer: The Global Virtual Union (En Vivo), sendo lançado em 10 de junho de 2021 pela gravadora Universal nas plataformas digitais. Para promover o lançado do álbum, foi lançado cinco singles ao vivo extraídos do concerto: "Siempre He Estado Aquí", "Sálvame", "Tu Amor", "Inalcanzable" e "Empezar Desde Cero", daquele ano. Ainda em junho, é lançado o segundo box set do grupo, com 4 álbuns ao vivo e de vídeo. Em 13 de julho de 2021, a banda ganhou o prêmio MTV Millennial Awards México na categoria Bomba Viral.

### 2023: Soy Rebelde Tour

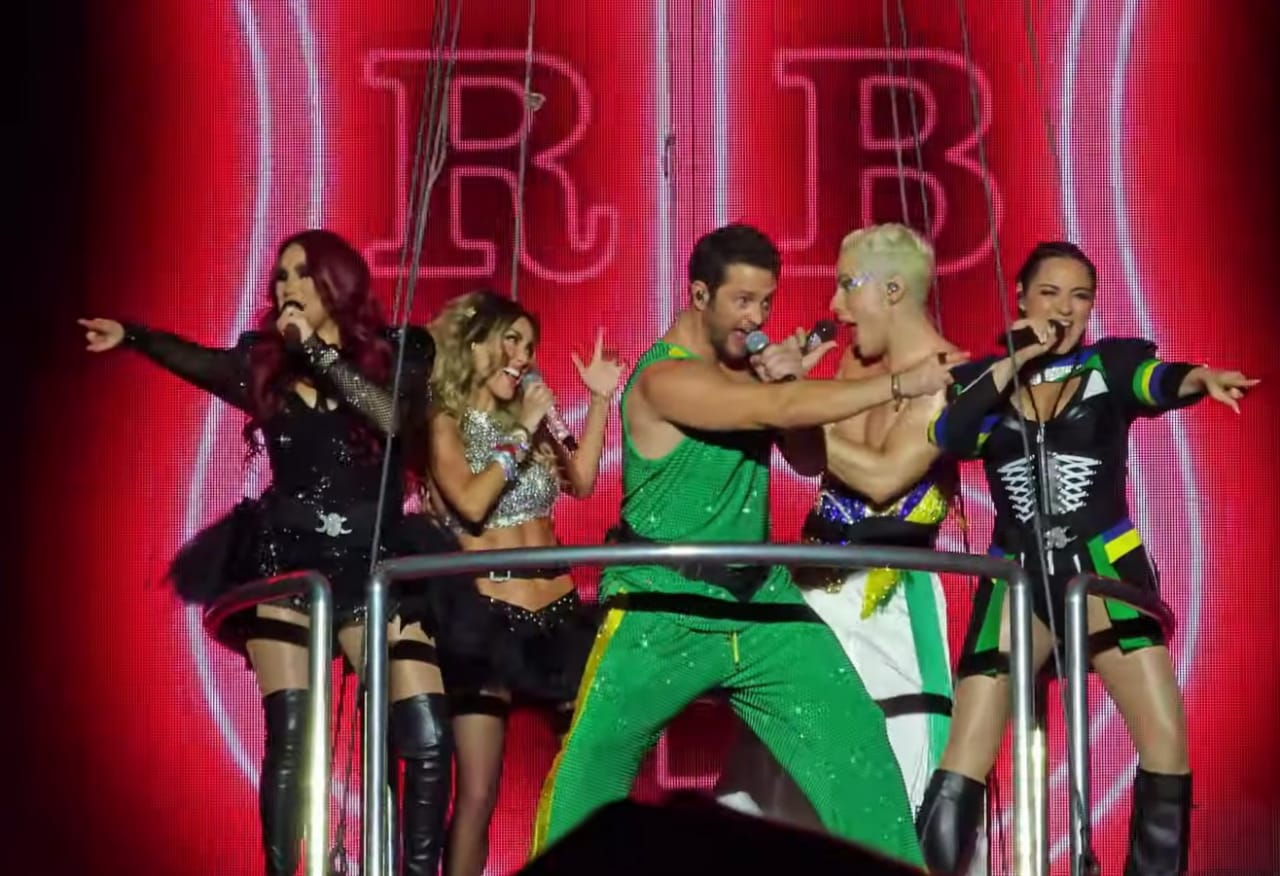
O RBD durante a Soy Rebelde Tour no Rio de Janeiro, Brasil.

Em 19 de janeiro de 2023, o grupo – com exceção de Alfonso Herrera – anunciou uma turnê em comemoração aos quase 20 anos do inicio do sexteto, dessa vez, se apresentarão pela primeira vez como um quinteto. Intitulada Soy Rebelde Tour, a turnê iniciou em agosto de 2023 nos Estados Unidos e foi encerrada em 21 de dezembro do mesmo ano, no México. 24 horas após o inicio das vendas, o grupo vendeu 800 mil ingressos nas 26 apresentações iniciais nos Estados Unidos, México e Brasil. Devido a alta demanda, novas datas foram adicionadas a turnê. A cidade de Medellín, na Colômbia, foi incluída na turnê em 13 de fevereiro com 4 apresentações.
Em 23 de fevereiro de 2023, o grupo lançou uma nova versão da canção "Siempre He Estado Aquí" com os vocais adicionais de Dulce María. A banda lançou em 17 de agosto, o primeiro single do seu décimo álbum de estúdio, intitulado "Cerquita de Ti". Em 25 de dezembro, foi lançado o especial Por Siempre RBD pelo serviço de streaming latino Vix, exibindo imagens dos concertos realizados no Foro Sol e no estádio Azteca, ambos na Cidade do México. Em dezembro de 2023, a digressão havia se tornado a segunda turnê de maior bilheteria de todos os tempos por um artista latino com mais de 230 milhões de dólares em bilheteria.
A digressão foi indicada ao Billboard Music Awards, Premio Lo Nuestro, Prêmios MTV MIAW e Billboard Latin Music Awards na categoria Melhor Turnê Latina e foi eleita a Melhor Turnê do Ano pela premiação Latin American Music Awards.

## Discografia
- Rebelde (2004)
- Nuestro Amor (2005)
- Celestial (2006)
- Rebels (2006)
- Empezar Desde Cero (2007)
- Para Olvidarte de Mí (2009)

## Videografia
- Rebelde (2004–06)
- ¿Que Hay Detrás de RBD? (2006)
- RBD: La Familia (2007)
- Ser O Parecer: The Global Virtual Union (2020)
- Por Siempre RBD (2023)

## Turnês musicais
| Oficiais - Tour Generación RBD (2005–07) - Tour Celestial (2007–08) - Empezar Desde Cero Tour (2008) - Tour del Adiós (2008) - Soy Rebelde Tour (2023) | Concertos notáveis - Ser O Parecer: The Global Virtual Union (2020) |

O RBD realizou, ao longo de seus quatro anos de atividades, quatro turnês mundiais. A primeira delas, intitulada Tour Generación RBD foi a primeira a visitar o Brasil. Essa turnê teve como objetivo promover o álbum Rebelde (2004) e o álbum Nuestro Amor (2005) no Brasil. Com o lançamento dos álbuns Celestial (2006) e Rebels (2006), deu-se início em abril de 2007 à segunda turnê da banda, intitulada Tour Celestial, chegando ao fim em fevereiro de 2008.
A Empezar Desde Cero Tour, foi a terceira turnê do grupo, divulgando o álbum de mesmo nome. Inicialmente, seria a última do grupo, mas, em 4 de outubro de 2008, data em que comemora-se o Dia Mundial do RBD, ela passou a se chamar Tour del Adiós, sendo essa a quarta e última turnê. O RBD retornou em 2023 para realizar uma turnê de celebração, a Soy Rebelde Tour. A turnê passou pelos Estados Unidos, Colômbia, Brasil e México.

### Apresentações no Brasil
O RBD esteve oficialmente no Brasil sete vezes: em fevereiro e em setembro/outubro de 2006; em abril de 2007; em abril, em maio, em novembro e em dezembro de 2008. Em três, dessas sete vezes, seus shows foram transformados em álbuns de vídeo: Live in Rio (2007), Live in Brasília (2009) e o Tournée do Adeus (2009).
2006

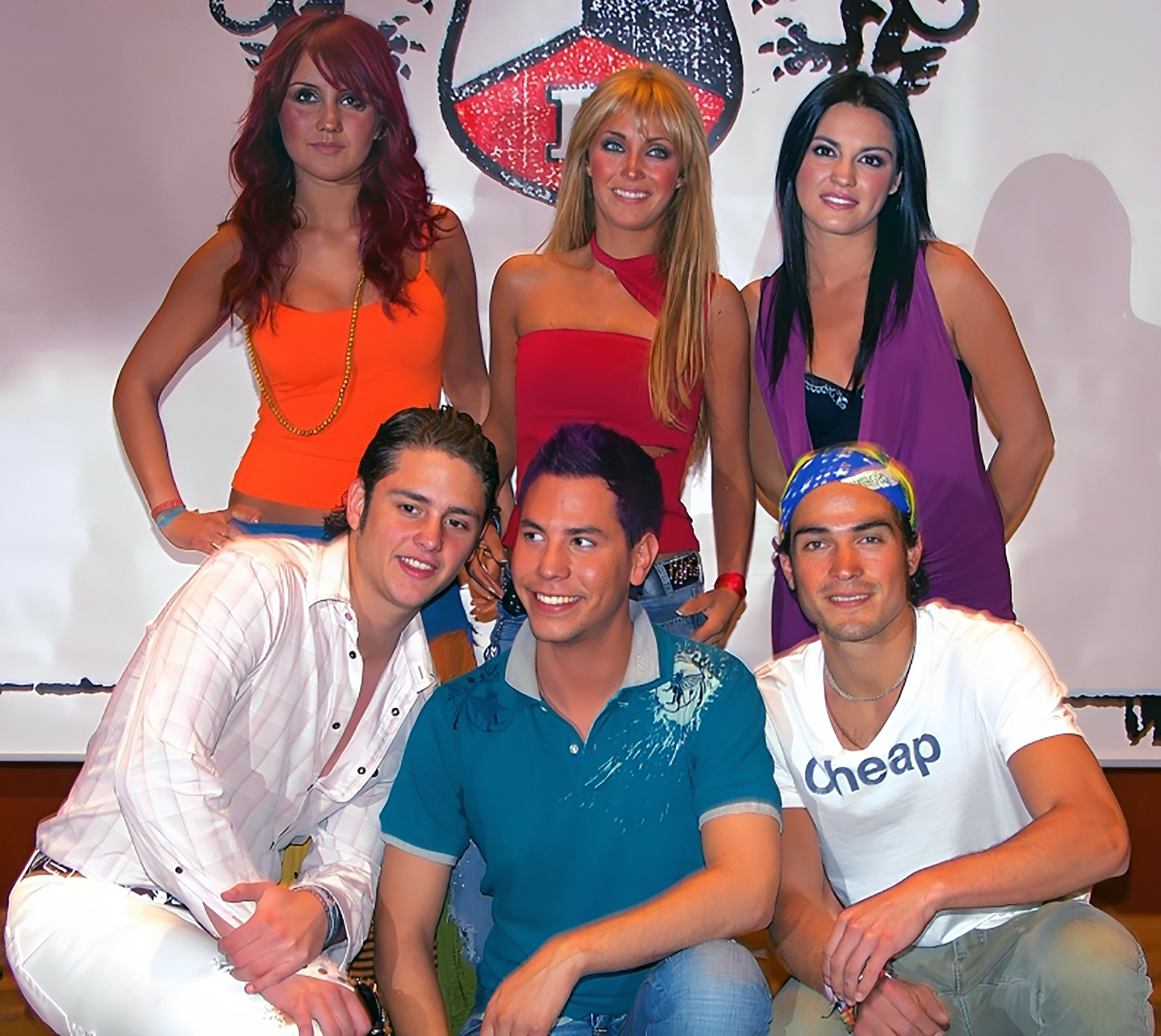
O RBD durante uma coletiva de imprensa em 3 de fevereiro de 2006, em São Paulo, Brasil.

Antes da gravação do primeiro DVD do grupo no Brasil, o RBD visitou o país em fevereiro de 2006 para a promoção ainda do primeiro álbum, Rebelde (2004), e para uma sessão de autógrafos em São Paulo. Na ocasião, o grupo fez um show no estacionamento do Shopping Fiesta, onde a grade de proteção, que separava o público dos artistas, se rompeu e ocasionou na morte de três pessoas.
Com a Tour Generación RBD, em setembro de 2006, a banda se apresentou oficialmente no país pela primeira vez, tendo visitado doze cidades e realizado treze shows. A turnê, que teve início em 20 de setembro na cidade de Manaus, passou ainda por Belém, Fortaleza, Recife, Goiânia, Brasília, Vitória, Belo Horizonte, Curitiba, Porto Alegre, São Paulo e foi encerrada em 08 de outubro do mesmo ano no estádio do Maracanã, no Rio de Janeiro, local onde foi gravado o terceiro DVD do grupo, intitulado Live in Rio (2007). Com exceção do show em Manaus, todos os outros tiveram como ato de abertura o cantor Diego Boneta, que também atuou em Rebelde. Esta foi considerada, à época de sua realização, a maior turnê de um artista internacional no Brasil. As canções presentes nos álbuns Rebelde (2004) e Nuestro Amor (2005) fizeram parte do repertório musical dos shows. Além das canções contidas nestes álbuns, no segundo show do grupo que aconteceu em Porto Alegre foi interpretada pela primeira vez a canção "Ser O Parecer", primeiro single do álbum Celestial (2006). Estima-se que 275 mil pessoas estiveram nos shows do grupo, no somatório total dos treze concertos.
2007
Com o lançamento do terceiro disco da banda, Celestial (2006), deram início a segunda turnê da carreira, a Tour Celestial, que teve início em 20 de abril de 2007 e teve término em fevereiro de 2008. Com esta turnê, o grupo se apresentou em vários países do continente americano e europeu, tendo gravado em Madrid seu quarto DVD ao vivo, Hecho en España.
Os shows da turnê no Brasil tiveram início em 25 de abril do respectivo ano, na cidade de Porto Alegre, passando por São Paulo (três shows), Brasília e Meleiro, sendo encerrados no dia 29 de abril de 2007. Ao todo, foram seis apresentações e contaram com a participação do cantor Diego Boneta, que abriu novamente os shows do grupo.
2008
Em 2008, a banda deu início a sua penúltima turnê, intitulada Empezar Desde Cero Tour. Esta turnê esteve no Brasil em abril e em maio do mesmo ano: em abril, o grupo se apresentou no 48° aniversário da cidade de Brasília, para um público entre duzentas e quinhentas mil pessoas, e gravou o DVD Live in Brasília (2009). A banda voltou ao Brasil em maio do mesmo ano para mais seis apresentações, passando pelo Rio de Janeiro, São Paulo (três shows), Manaus e Belo Horizonte.
A última turnê, intitulada Tour del Adiós, chegou ao Brasil em novembro de 2008, passando por Fortaleza, Porto Alegre, Rio de Janeiro, São Paulo e Brasília. Alguns shows dessa turnê ocorreram sem a presença da integrante Maite Perroni, pois estava gravando a telenovela mexicana Cuidado Con El Ángel (2008–09). No entanto, a cantora esteve no show que aconteceu em 29 de novembro de 2008, na cidade de São Paulo, onde ocorreu a gravação do sétimo e último álbum ao vivo da banda, o Tournée do Adeus, que foi lançado quase um ano após a sua gravação. Foram adicionados mais dois shows extras à turnê: para os dias 9 e 10 de dezembro, em São Paulo e no Rio de Janeiro, respectivamente.
2023
Em comemoração aos quase 20 anos da estreia da telenovela Rebelde e da formação da banda, o RBD retornou para uma turnê de celebração, intitulada Soy Rebelde Tour. Além dos Estados Unidos, Colômbia e México, a turnê passou pelo Brasil em novembro de 2023 com 8 apresentações. No Rio de Janeiro, o grupo se apresentou nos dias 9 e 10 de novembro no Estádio Olímpico Nilton Santos. Enquanto em São Paulo, a banda se apresentou nos dias 12 e 13 de novembro no Estádio do Morumbi e em 16, 17, 18 e 19 de novembro no Allianz Parque.

## Prêmios e indicações
RBD recebeu e foi nomeado em vários tipos de prêmios ao redor do mundo, inclusive no Brasil. Em 2005, obteve três indicações no Premios Oye!, o mais importante da indústria musical mexicana, nas categorias Artista Revelação do Ano, Álbum Pop do Ano e Melhor Álbum Pop Vendido do Ano". Na ocasião o grupo venceu em ambas as categorias. No mesmo ano, o grupo foi indicado ao Premios Juventud em mais três categorias: Voz do Momento, Morro Sem Esse CD e Música Favorita, das quais venceu todas. No total, foram mais de quarenta indicações e cerca de quinze prêmios conquistados.
O RBD recebeu duas indicações ao Grammy Latino, considerado o prêmio mais importante da indústria musical latino-americana, das quais não venceu em nenhuma ocasião. Em 2006, recebeu sua primeira indicação: na categoria Melhor Álbum Vocal Pop em Dupla ou Grupo, pelo álbum Nuestro Amor (2005). Novamente, em 2008, o grupo fora indicado na mesma categoria, desta vez pelo álbum Empezar Desde Cero (2007).
O grupo ganhou o Prêmio Tu Mundo, concedido pela premiação Billboard Latin Music Awards, dado apenas as bandas que superam mais de 7 recordes mundiais (RBD quebrou 10 recordes). Também foram nomeados dezesseis vezes ao Billboard Music Awards e venceu seis prêmios em três ocasiões diferentes. A primeira indicação recebida pela banda foi em 2006, na categoria Canção Latina do Ano pela canção "Solo Quédate En Silencio". Seu primeiro prêmio conquistado foi em 2006 na categoria Melhor Álbum Pop Latino do Ano, pelo álbum Rebelde, e o último em 2009 na categoria Turnê Latina do Ano.

## Legado

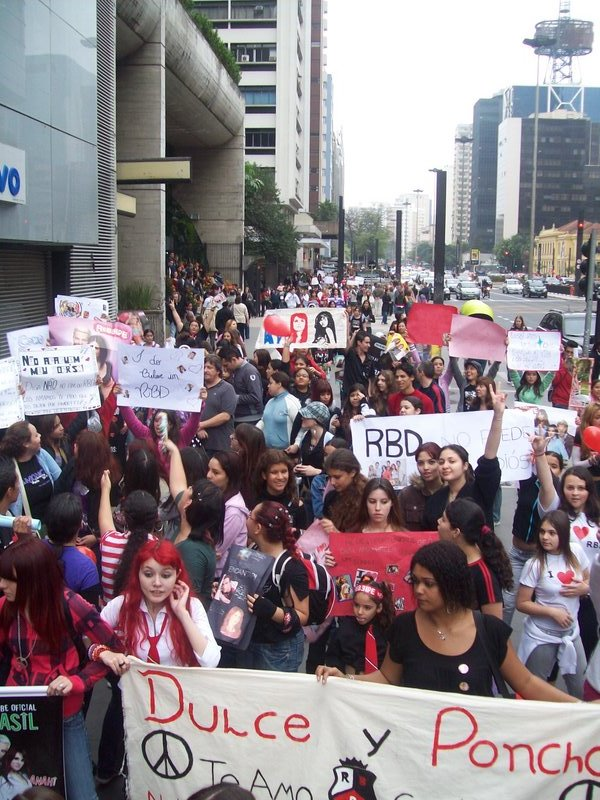
Manifestação contra o fim da banda na Avenida Paulista em São Paulo. (23.08.2008)

RBD foi um dos fenômenos mais importantes da cultura pop latina nos anos 2000, apesar de sua curta duração no cenário musical, o fenômeno cultural liderado pela telenovela Rebelde (2004–06) e o grupo de música pop RBD, acompanhado por estratégias publicitárias e artísticas de 2004 a 2009 no México e depois no resto da América Latina significou o reconhecimento do público jovem que acompanhou as aventuras do grupo massivamente, deixando um legado de seis álbuns de estúdio, dois programas de TV e múltiplos reconhecimentos.
Em 2006, os apresentadores e cantores brasileiros Priscilla Ancantara e Yudi Tamashiro lançaram o álbum Os Pequenos Rebeldes com regravações em português de canções do grupo mexicano.
O grupo RBD é citado no episódio "El doble de Brayan Goslin" da primeira temporada da série mexicana El Juego de las Llaves (2019) da Amazon Prime Video. A banda é mencionada em diversos episódios da série mexicana Rebelde (2022) da Netflix, um reboot da versão mexicana da telenovela de 2004. Além disso, diversas canções do grupo foram regravadas pelo elenco da série para fazer parte da trilha sonora.
O grupo RBD foi citado na canção "Me Porto Bonito", que está presente no álbum Un Verano Sin Ti (2022) do cantor porto-riquenho Bad Bunny. Em 18 de agosto de 2022, o grupo rock mexicano Moderatto lançou um álbum com regravações de canções do grupo RBD, intitulado Rockea Bien Duro, contendo participações de cantores como Anahí, Danna Paola, Paula Fernandes e Aitana. O cantor porto-riquenho Jhayco cita o grupo RBD na canção "Holanda" (2023).
Diversos artistas têm citado RBD como seu ídolo ou inspiração e foram influenciados pelo grupo em algum ponto da sua carreira, como os cantores Anitta, Pabllo Vittar, Danna Paola, Karol G, Camilo, J Balvin, Luísa Sonza, Jão, Bad Bunny, Manu Gavassi, Gloria Groove, Zé Felipe, Priscilla Ancantara, Lia Clark, Anavitória, Camila Cabello, Marília Mendonça, Pocah, Pepita, e MC Loma e As Gêmeas Lacração, as influenciadoras digitais Pequena Lo, Virginia Fonseca, Gkay, Brisa Star, Bianca Andrade, e Camilla de Lucas, a drag queen Valentina do reality show norte-americano RuPaul's Drag Race, as atrizes Larissa Manoela, Klara Castanho, Irina Baeva, Talita Younan, Camila Queiroz, Giovanna Lancellotti, e Bruna Griphao, e a deputada federal Erika Hilton.

## Controvérsia
No dia 4 de fevereiro de 2006, o grupo iria oferecer na cidade de São Paulo uma sessão de autógrafos no estacionamento do supermercado Extra, localizado no Shopping Fiesta, na Zona Sul da capital paulista. Segundo a organização do evento, eram esperadas aproximadamente três mil pessoas, mas o público calculado foi entre 10 mil e 15 mil pessoas. No local, havia sido improvisado um palco, e o grupo chegou a performar duas canções. No entanto, após tumultos, o evento foi cancelado. Três pessoas, Jennifer Chaves, de 11 anos, Fernanda Silva Pessoa, de 13 anos e Claudia Oliveira Sousa, de 38 anos, morreram, e outras quarenta ficaram feridas. Após o ocorrido, o grupo, que iria participar do programa Domingo Legal, no SBT, cancelou os compromissos que estavam agendados no país e retornaram ao México.
O inquérito policial concluído em setembro de 2006 pelo delegado Roberto da Silva Moreno, do 102º Distrito Policial (Socorro), que não apontou responsáveis pelas três mortes. Foram indiciados por homicídio culposo (sem intenção), três funcionários da rede de hipermercados: o diretor comercial de bazar, Jean Evangelista Gonçalves, o coordenador de gestão comercial, José Lúcio de Moura, e o assistente Ricardo Ferreira Neves.